# Federação de Cientistas Americanos

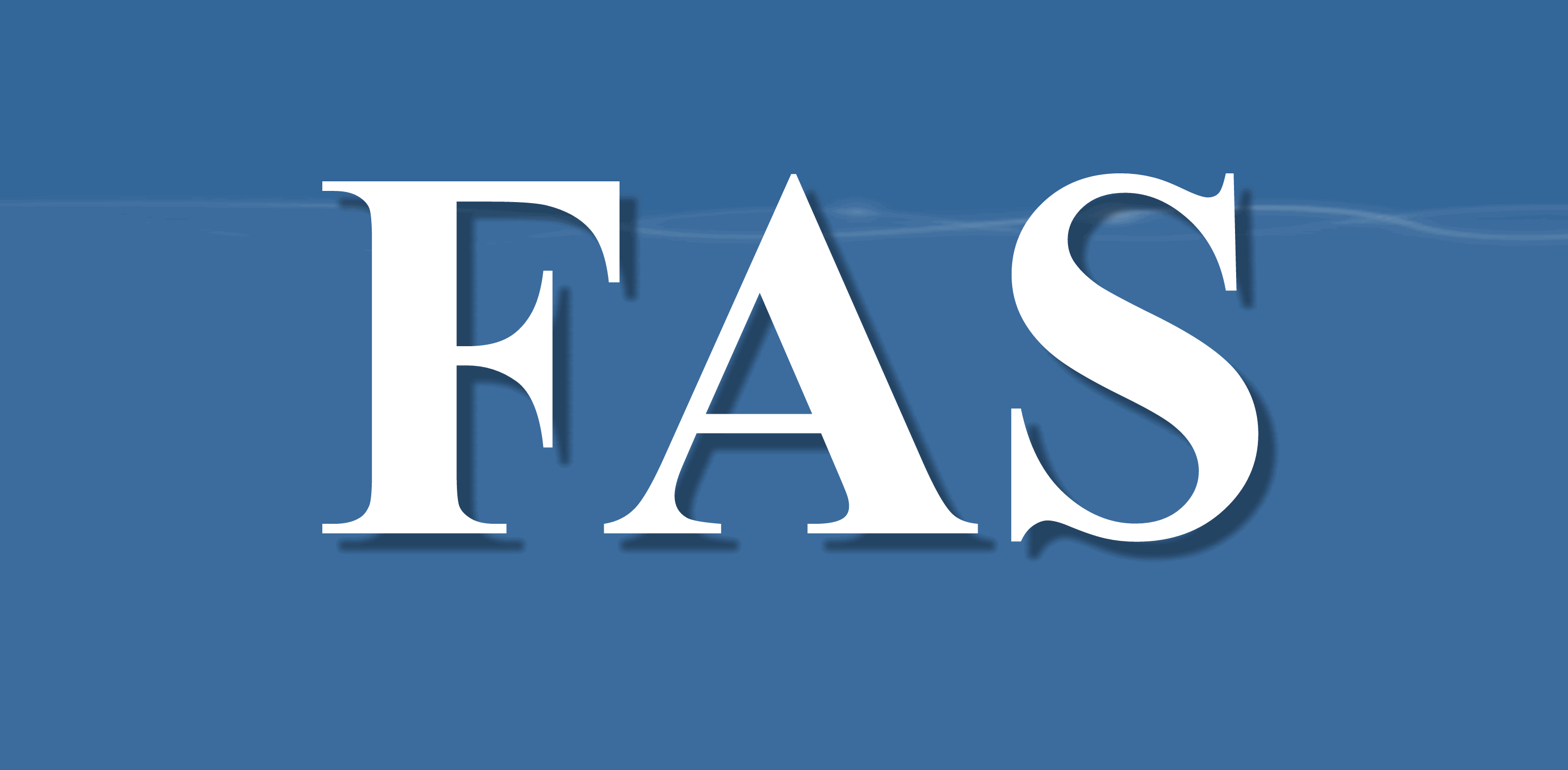
Logo da FAS.

Federação dos Cientistas Americanos (FAS) é uma organização 501(c)(3) com a intenção declarada de usar a análise científica para tentar tornar o mundo mais seguro. A FAS foi fundada em 1945 por cientistas que trabalharam no Projeto Manhattan para desenvolver as primeiras bombas atômicas.
Com 100 patrocinadores, a FAS alega que promove um mundo mais seguro ao desenvolver soluções para importantes problemas de política de segurança científica e tecnológica, ao educar o público e os políticos e promover a transparência através da pesquisa e análise para maximizar o impacto sobre política. Os projetos da FAS são organizados em três principais programas: segurança nuclear, sigilo governamental e biossegurança.